# Jeannette Baljeu
Jeannette Nicole Baljeu (Den Helder, 7 augustus 1967) is een Nederlandse politica van de Volkspartij voor Vrijheid en Democratie (VVD). Sinds 16 juli 2024 is zij lid van het Europees Parlement. Daarvoor was ze actief in de lokale en regionale politiek van Rotterdam en Zuid-Holland.

## Biografie
Jeannette Baljeu ging naar het vwo in Den Helder en studeerde economisch/juridisch aan de Hogeschool Rotterdam. Ze is afgestudeerd aan de Erasmus Universiteit Rotterdam met een mastergraad in economie. Ze werkte 15 jaar bij het ministerie van Economische Zaken, onder andere als financieel en economisch adviseur en als beleidsmedewerker maatschappelijk verantwoord ondernemen internationaal.
In 2002 begon Baljeu haar politieke carrière als raadslid in de Rotterdamse deelgemeente Kralingen-Crooswijk. Daarna was ze van 2005-2006 lid van het dagelijks bestuur van de deelgemeente Hoek van Holland, als portefeuillehouder welzijn, sport en milieu. 
Van mei 2006 tot april 2009 was Baljeu wethouder verkeer, vervoer en organisatie van geheel Rotterdam. Op 22 april 2009 maakte zij, samen met de andere VVD-wethouder Mark Harbers, bekend uit het college te stappen. Zij konden zich niet vinden in de koers van het stadsbestuur, dat de omstreden islamoloog Tariq Ramadan als integratieadviseur wilde behouden.
Baljeu werd vervolgens in november 2009 geïnstalleerd als lid van de gemeenteraad. Ze heeft de raadsperiode tot mei 2010 afgemaakt als fractievoorzitter van de VVD. Van 2007 tot 2009 was ze ook vicevoorzitter van de Partij van Europese Liberalen en Democraten.
Baljeu was van 27 mei 2010 tot 15 mei 2014 wethouder haven, verkeer en regionale economie van Rotterdam. Tevens was zij tweede locoburgemeester en portefeuillehouder verkeer en vervoer in het dagelijks bestuur van de Stadsregio Rotterdam.
Van mei 2014 tot 9 juli 2015 was Baljeu wederom fractievoorzitter van VVD Rotterdam. Tijdens haar afscheid van de gemeenteraad ontving zij uit handen van burgemeester Ahmed Aboutaleb de Wolfert van Borselenpenning. Haar bijdragen aan de stad als wethouder, raadslid en deelraadslid waren daar aanleiding voor. In de functie van Vicevoorzitter en Hoofdbestuurslid voor Talentmanagement bekleedde zij deze rol bij het VVD-Hoofdbestuur van juni 2014 tot mei 2017. 
Ook was Baljeu van september 2014 tot december 2015 Voorzitter Taskforce 'Beter Benutten Onderwijs en Openbaar Vervoer' in opdracht van de Ministerraad en op voorstel van minister Jet Bussemaker van het Ministerie van Onderwijs, Cultuur en Wetenschap. 
Baljeu was van november 2015 tot 1 september 2017 algemeen directeur bij SBRCURnet, kennispartner in de bouw en Grond-, Weg- en Waterbouw. Samen met partners uit de bouw- en GWW-sector ontwikkelt, deelt en implementeert SBRCURnet vakkennis. Dit alles om deze sectoren in de breedte te blijven ontwikkelen. Baljeu heeft in juni 2017 moeten besluiten SBRCURnet op te heffen vanwege het wegvallen van fondsgelden en het uitblijven van concrete vervangende omzet.
Jeannette Baljeu was van 13 september 2017 tot 10 juli 2024 lid van het College van Gedeputeerde Staten van de provincie Zuid-Holland. Zij volgde daar allereerst Rogier van der Sande op, die benoemd was als dijkgraaf van het Hoogheemraadschap van Rijnland. Vanaf september 2019 was Baljeu, in een nieuwe collegeperiode, verantwoordelijk voor de portefeuilles 'Financiën', 'Water', 'Transitie Haven en Industrie', 'Europa en internationaal', 'Warmterotonde' en 'Programma Aanpak Stikstof (PAS)'. Tevens was zij loco-Commissaris van de Koning. In 2019 en 2023 was ze tijdens haar demissionaire periode als gedeputeerde lid van de Provinciale Staten, waarvan in 2023 als fractievoorzitter van de VVD, waar ze toen lijsttrekker van was.
Daarnaast was Baljeu voorzitter van 2016 tot 2022 van Railforum, een kennisnetwerk dat waarde hecht aan het maatschappelijk belang van het railvervoer voor zowel personen als goederen, ten bate van een beter ov en spoor.
Sinds 16 juli 2024 is Baljeu lid van het Europees Parlement, en maakt daar deel uit van de liberale Renew Europe-fractie.

## Trivia
- Jeannette Baljeu is tweevoudig Nederlands Kampioen debatteren (1999 en 2000)